# Torpedó (játék)
A Torpedó kétszemélyes stratégiai táblajáték, mely 2x2 db négyzetarányos táblán játszható. A győzelemhez ki kell lőni az ellenfél összes hajóját. Bár a Torpedó táblás játék, leginkább papíron szokták játszani.

## Nézet
Mindkét játékos előtt két darab vízszintesen betűzött, és függőlegesen számozott tábla van. Az egyiken ő jelöli a lövéseit, a másikon a saját hajói vannak, és az ellenfél lövéseit jelöli.

## Játékmenet
A játékosok felváltva mondanak egymásnak pozíciókat, (pl. A3) és mindketten kijelölik a mondott területet. Találatnak számít, ha eltalálunk egy hajót, süllyedésnek, ha minden kockáját eltaláltuk. Ha nem találjuk el a hajót, azt X-el, ha eltaláljuk +-al jelöljük, az elsüllyedt hajót kisatírozzuk.
A játék akkor ér véget, ha valamelyik játékosnak az összes hajója ki van lőve.